# Antonio Negro
Antonio Negro (Marcianise, Provincia de Caserta, Italia, 10 de junio de 1998) es un futbolista italiano. Juega de delantero centro y su equipo actual es el Savoia 1908
de la Serie D.

## Trayectoria
Negro se formó en las categorías inferiores del Napoli. El 31 de enero de 2017 fue cedido a préstamo al Latina de la Serie B italiana, sumando dos presencias: contra el Perugia, el 13 de mayo, y ante el Avellino, el 18 de mayo.
El 15 de julio del mismo año el Napoli lo cedió a otro equipo campano, el Paganese de la Serie C, donde jugó 10 partidos (7 en Serie C, 1 en Copa Italia y 2 en Copa Italia de Serie C). El 26 de julio de 2019 fichó por el Pontedera de la Serie C. En 2020 firmó con el Foligno de la Serie D. Posteriormente, jugó en las filas de Matese, Nola, Giugliano, Aversa, Sora, Albanova, Isernia, Castel Volturno y Savoia.

## Clubes
| Club                          | País   | Año         |
| ----------------------------- | ------ | ----------- |
| U. S. Latina (cedido)         | Italia | 2017        |
| Paganese Calcio 1926 (cedido) | Italia | 2017 - 2018 |
| U. S. Pontedera               | Italia | 2019 - 2020 |
| Foligno Calcio                | Italia | 2020        |
| F. C. Matese                  | Italia | 2020        |
| S. S. Nola                    | Italia | 2020 - 2021 |
| Giugliano Calcio              | Italia | 2021        |
| Real Agro Aversa              | Italia | 2021        |
| Sora Calcio                   | Italia | 2021        |
| Albanova Calcio               | Italia | 2021        |
| Città di Isernia San Leucio   | Italia | 2021 - 2023 |
| Castel Volturno Calcio        | Italia | 2023 - 2024 |
| Savoia 1908                   | Italia | 2024 -      |